# Marc Bourrier
Pour les articles homonymes, voir Bourrier.
Marc Bourrier est un footballeur puis entraîneur français, né le 21 septembre 1934 à Ganges (Hérault) et mort le 12 août 2024 à Montpellier. Il joue au poste de milieu de terrain de la fin des années 1950 à la fin des années 1960.

## Biographie
Marc Bourrier fait ses débuts en football au SO Montpellier avant de poursuivre sa carrière au RC Lens puis au SC Toulon.
Devenu entraîneur, il dirige l'Olympique avignonnais puis rejoint l'encadrement de la sélection française comme adjoint de Michel Hidalgo de 1976 à 1988. Il devient ensuite sélectionneur de l'équipe de France espoirs avec laquelle il remporte le Championnat d’Europe espoirs en 1988. Après deux ans à l'Olympique de Marseille, il termine sa carrière d'entraîneur au FC Sète puis à l'Olympique d'Alès.
Marc Bourrier meurt le 12 août 2024 à l'âge de 89 ans.

## Palmarès

### Joueur
- Champion de France de D2 en 1961 avec le SO Montpellier
- Vainqueur de la Coupe Charles Drago en 1965 avec le RC Lens.

### Entraîneur
- Champion d’Europe espoirs en 1988 avec l'équipe de France espoirs
- Champion de France de D2 en 1995 avec l'Olympique de Marseille